# Communauté d’agglomération du pays de Landerneau-Daoulas
Die Communauté d’agglomération du pays de Landerneau-Daoulas ist ein französischer Gemeindeverband mit der Rechtsform einer Communauté d’agglomération im Département Finistère in der Region Bretagne. Der Gemeindeverband wurde am 26. Dezember 1994 gegründet und besteht aus 22 Gemeinden. Der Verwaltungssitz befindet sich im Ort Landerneau.

## Historische Entwicklung
Der Dekret des Präfekten vom 15. Dezember 2021 änderte mit Wirkung zum 1. Januar 2022 die Rechtsform des Gemeindeverbands von einer Communauté de communes zu einer Communauté d’agglomération. Gleichzeitig erhielt er seinen leicht geänderten Namen.

## Mitgliedsgemeinden
| Gemeinde                                                 | Einwohner 1. Januar 2022 | Fläche km² | Dichte Einw./km² | Code INSEE | Postleitzahl |
| -------------------------------------------------------- | ------------------------ | ---------- | ---------------- | ---------- | ------------ |
| Daoulas                                                  | 1.835                    | 5,42       | 339              | 29043      | 29460        |
| Dirinon                                                  | 2.195                    | 33,02      | 66               | 29045      | 29460        |
| Hanvec                                                   | 2.035                    | 59,11      | 34               | 29078      | 29460        |
| Hôpital-Camfrout                                         | 2.220                    | 13,16      | 169              | 29080      | 29460        |
| Irvillac                                                 | 1.427                    | 29,60      | 48               | 29086      | 29460        |
| La Forest-Landerneau                                     | 1.999                    | 9,21       | 217              | 29056      | 29800        |
| La Martyre                                               | 756                      | 18,01      | 42               | 29144      | 29800        |
| La Roche-Maurice                                         | 1.865                    | 12,04      | 155              | 29237      | 29800        |
| Landerneau                                               | 16.327                   | 13,19      | 1.238            | 29103      | 29800        |
| Lanneuffret                                              | 150                      | 2,24       | 67               | 29116      | 29400        |
| Le Tréhou                                                | 636                      | 22,79      | 28               | 29294      | 29450        |
| Logonna-Daoulas                                          | 2.127                    | 12,14      | 175              | 29137      | 29460        |
| Loperhet                                                 | 3.952                    | 20,31      | 195              | 29140      | 29470        |
| Pencran                                                  | 2.229                    | 8,93       | 250              | 29156      | 29800        |
| Ploudiry                                                 | 879                      | 27,19      | 32               | 29180      | 29800        |
| Plouédern                                                | 3.062                    | 19,62      | 156              | 29181      | 29800        |
| Saint-Divy                                               | 1.602                    | 8,52       | 188              | 29245      | 29800        |
| Saint-Eloy                                               | 221                      | 12,42      | 18               | 29246      | 29460        |
| Saint-Thonan                                             | 1.943                    | 11,29      | 172              | 29268      | 29800        |
| Saint-Urbain                                             | 1.669                    | 15,21      | 110              | 29270      | 29800        |
| Tréflévénez                                              | 247                      | 9,65       | 26               | 29286      | 29800        |
| Trémaouézan                                              | 492                      | 8,30       | 59               | 29295      | 29800        |
| Communauté d’agglomération du pays de Landerneau-Daoulas | 49.868                   | 371,37     | 134              | –          | –            |